# Museo archeologico regionale di Centuripe
Il Museo archeologico regionale di Centuripe è un museo che espone la maggior collezione di reperti archeologici della romanità nella Sicilia interna, ed è posto nei pressi del tempio degli Augustali e di altre aree archeologiche. Dipende dal Polo Regionale di Piazza Armerina, Aidone ed Enna della Soprintendenza ai beni culturali e ambientali di Enna.

## Storia

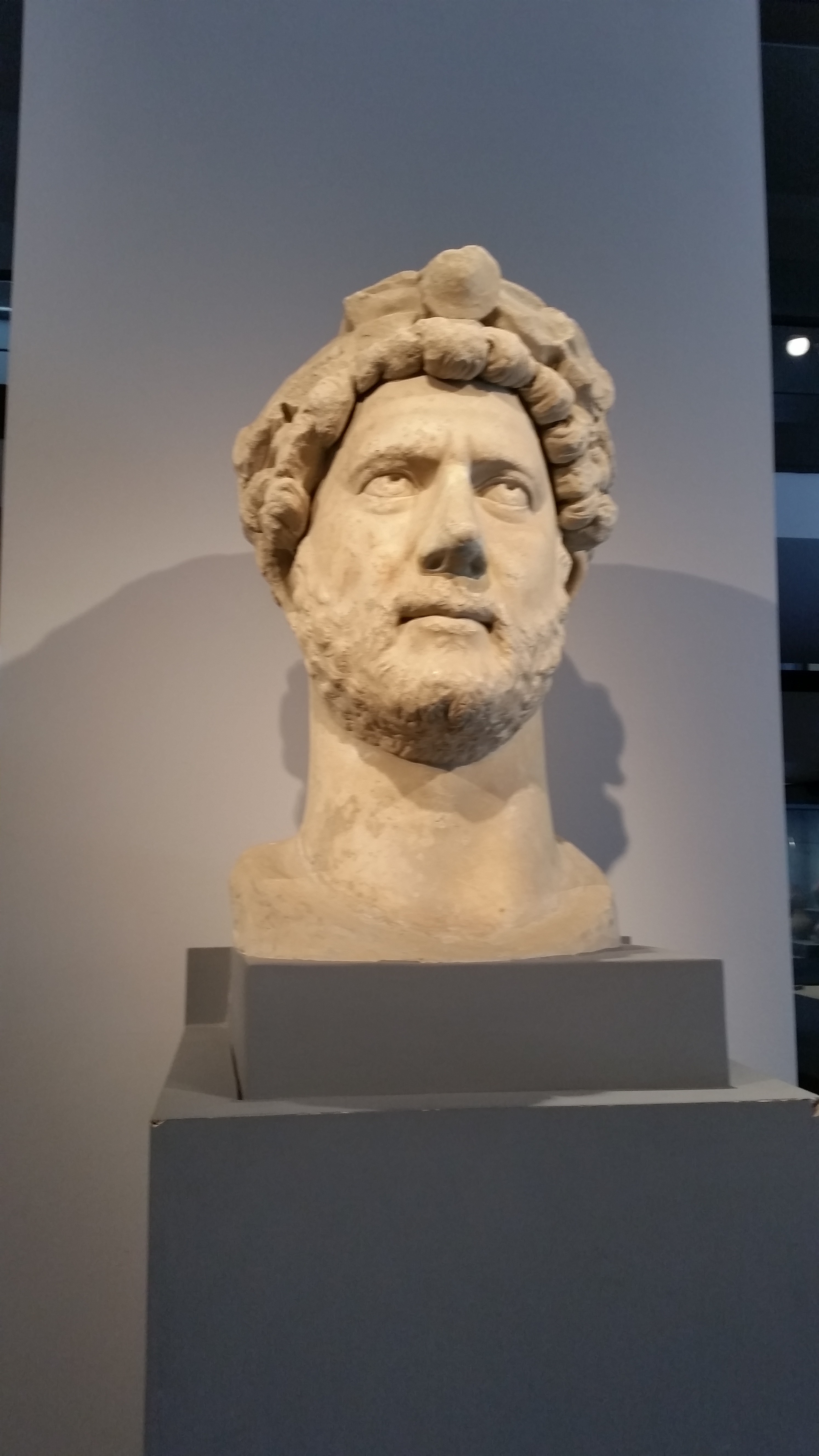
Testa dell'imperatore Adriano.

In seguito alle campagne di scavi dei primi anni del XX secolo, negli anni venti, il comune di Centuripe, mettendo insieme un certo numero di reperti (tuttavia privi di riferimenti contestuali precisi) e alcuni ottenuti dalle prime ricerche archeologiche condotte dall'Università di Catania ordinò una collezione di reperti costituendo il proprio "Museo civico".  Le collezioni erano custodite nella vecchia sede del palazzo comunale.
Nel 1956 l'amministrazione comunale guidata dal sindaco Scarlata approvò un progetto di costruzione di un edificio museale in posizione panoramica verso l'Etna e la valle del Simeto. I lavori tuttavia procedettero a rilento bloccandosi infine per lunghi anni fino agli anni ottanta del XX secolo.  Un nuovo progetto elaborato dall'architetto Franco Minissi rimise in moto l'iter costruttivo che ancora una volta si protrasse a lungo. Al termine dei lavori tuttavia, il museo non aprì subito: il materiale della collezione trovò una nuova sistemazione più consona all'importanza della raccolta d'arte nel nuovo grande edificio che fu inaugurato nel dicembre del 2000.
Dieci anni dopo chiuse di nuovo per motivi di sicurezza. Nel 2024, ha riaperto con un nuovo allestimento più ampio e moderno.
Le collezioni del vecchio museo civico sono state integrate con i reperti forniti dagli scavi condotti a partire dal 1968 dalla Soprintendenza per i Beni Culturali. Permangono tuttavia al Museo archeologico regionale Paolo Orsi di Siracusa un gran numero di reperti e la gran parte della coroplastica centuripina.
Il Museo presenta la storia della città dai tempi remoti alla sua distruzione con circa 3000 reperti.

## Collezione
Centuripe si trova su un rilievo montuoso tra Enna e Catania, in un territorio abitato in modo quasi continuo dal 5000 a.C.. La zona è sempre stata favorita da diversi corsi d’acqua, come il fiume Simeto, che anticamente era anche navigabile. I reperti ritrovati sono tanti, ma per anni sono stati portati via da archeologi stranieri o dai tombaroli. Alcuni, però, sono ancora lì, come le pitture rupestri del Riparo Cassataro, con figure di animali, umani e forse ballerine usate per riti sulla fertilità. Alcune pitture sembrano proprio recenti da quanto sono ben conservate.
I Siculi erano una popolazione antica che si stabilì nell’entroterra siciliano. Vivevano di agricoltura e pastorizia, ma finirono per scontrarsi con i greci, soprattutto durante il dominio dei tiranni di Siracusa. Centuripe fu distrutta due volte. Col tempo però si ellenizzò, adottando lingua e commerci greci. Un pezzo importante per studiare i Siculi è un askos del V secolo a.C. trovato proprio a Centuripe, con la più lunga iscrizione in grafia sicula finora nota. Oggi si trova a Karlsruhe, in Germania.
Centuripe raggiunse il suo massimo splendore con i romani. Dopo essersi alleata con Roma nel 263 a.C., ottenne esenzioni fiscali e molta autonomia. Con Augusto e Adriano la città crebbe ancora, con la costruzione di tombe monumentali, un foro e un edificio chiamato Augustali, per onorare l’imperatore. In questo periodo la popolazione arrivava fino a 12.000 persone, più del doppio degli abitanti attuali. Nel museo si trovano varie sculture romane: ritratti di Germanico e Druso minore, una statua di Musa, una testa enorme di Adriano e due statue acefale dei Pompeii Falcones, famiglia locale importante. Il pezzo più famoso è però la testa di Augusto, scoperta nel 1938 durante dei lavori stradali. È considerata una delle migliori rappresentazioni dell’imperatore. Restò a Centuripe solo un anno, poi fu trasferita al Museo Paolo Orsi di Siracusa. Solo nel 2021 è tornata in paese, dove resterà fino al 2026. L’opera, ispirata a quella di Prima Porta, è molto idealizzata, con uno stile quasi neoclassico, come fosse scolpita da Canova.
Il museo conserva anche molte produzioni artigianali tipiche di Centuripe. Le maschere teatrali centuripine, rinvenute da Paolo Orsi nel primo ‘900, sono seconde in Sicilia solo a quelle di Lipari. Erano forse usate per spaventare gli spiriti o durante i riti funebri. Alcuni modelli mostrano volti con tratti africani o orientali. Altri studiosi pensano che servissero anche come prototipi per maschere vere usate a teatro. Poi ci sono le statuette in terracotta, che rappresentano donne con panneggi eleganti, uomini in momenti di vita quotidiana, divinità e personaggi del mito. Per l’alta qualità di queste sculture, Centuripe è chiamata la “Tanagra di Sicilia”, in riferimento alla famosa città greca produttrice di terrecotte. I vasi centuripini, fabbricati tra il III e il II secolo a.C., sono famosi in tutto il mondo, anche se spesso conosciuti in modo frammentato per via degli scavi illeciti e dei tanti falsi. Decorati con rilievi e pitture post-cottura a tempera, raffigurano scene dionisiache e femminili. Venivano usati come dote o per accompagnare i defunti. Uno si trova perfino al Metropolitan Museum of Art di New York.
Oltre a queste opere, il museo espone oggetti trovati in una necropoli attiva tra il IV e il II secolo a.C. Ci sono una coppa con l’incisione del nome "Artemonos", una brocchetta che conteneva camomilla, probabilmente usata dal defunto in vita. C'è anche una statuetta di Demetra, la dea della fertilità, trovata in un abitato ellenistico. Una parte del museo è dedicata ai danni provocati da scavi clandestini e alla produzione locale di falsi archeologici, attività che un tempo davano da vivere a molte famiglie. Oggi alcune di queste hanno riconvertito il mestiere in artigianato legale.
Tra i pezzi più particolari c’è una epigrafe scoperta per caso nella casa di una signora che la usava per schiacciare le olive. Fu sequestrata perché il tombarolo voleva rivenderla. L’iscrizione parla di un viaggio diplomatico di tre ambasciatori centuripini a Roma e poi a Lanuvio, per rinnovare un’antica alleanza fondata su un legame di sangue. Questo potrebbe essere il gemellaggio più antico tuttora attivo. Ogni anno, infatti, le due città celebrano la loro amicizia con una cerimonia.

## Struttura di massima
Gli spazi utilizzati sono su livelli diversi.

### Piano 1

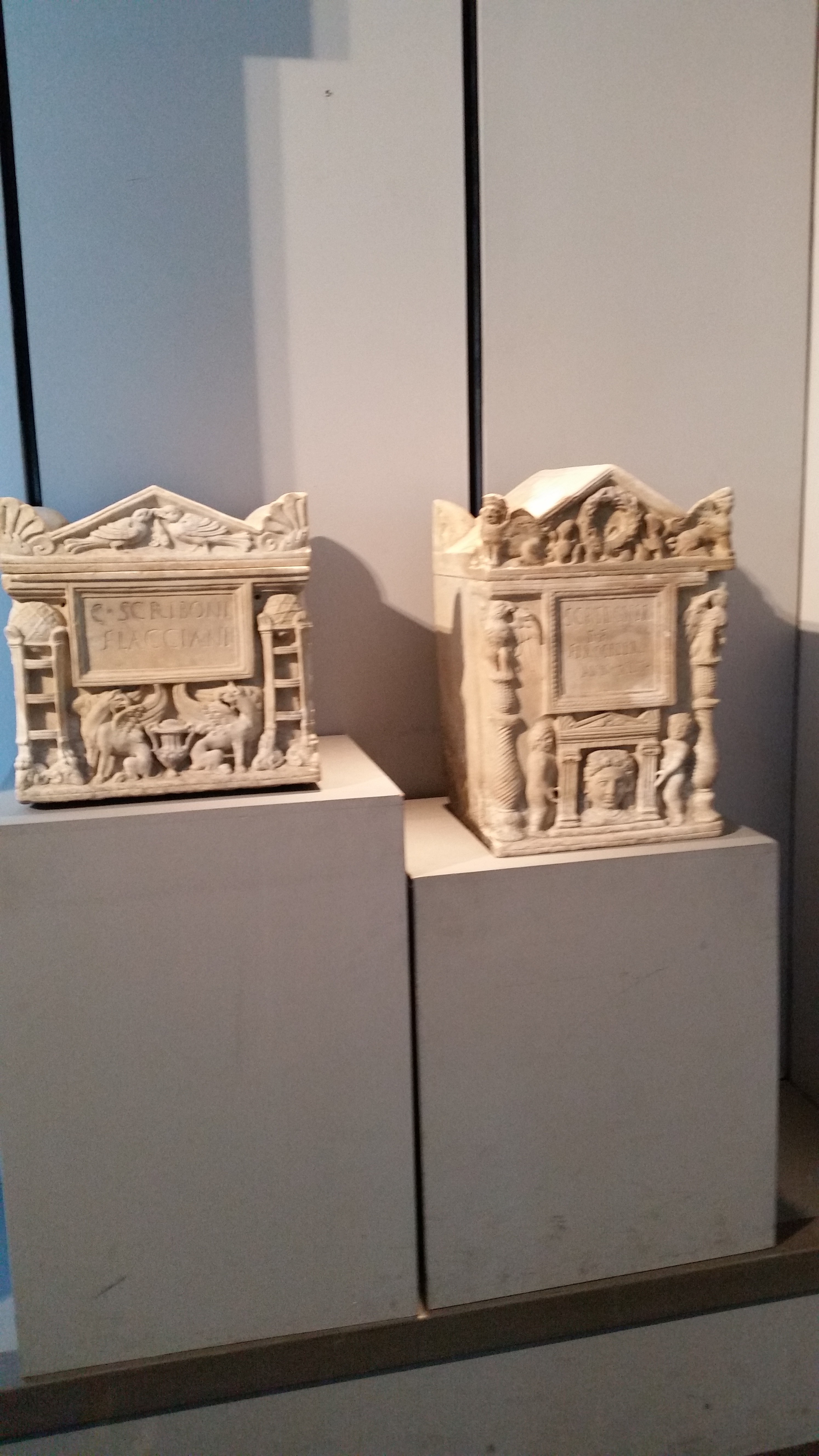
Columbaria della famiglia centuripina Scribonia.

Il piano documenta i siti abitativi, le attività economiche, i ritrovamenti con significative sculture di età romana. Inoltre le terrecotte locali del periodo ellenistico con maschere e statue che esprimono l'alto livello tecnico raggiunto e l'originale tipologia di forme e soggetti.
Lo spazio centrale è destinato al complesso dell'Augusteum:
- una raffinata statua ellenistica di Musa (epoca II a.C-I d.C) (dalla collezione comunale decontestualizzata);[3]
- una colossale testa dell'imperatore Adriano (II secolo) ritrovata in contrada Difesa;[3]
- sculture provenienti dall'edificio degli Augustali, che ritraggono membri della famiglia imperiale e imperatori;
- un eccezionale torso marmoreo loricato, probabilmente di Augusto proveniente dall'Augusteum;[3]
- statua femminile acefala con abbigliamento che avviluppa il corpo con artificiosi panneggi.

Interessante la presenza di alcuni Columbaria la cui presenza in Sicilia è tradizionalmente limitata mentre a Centuripe se ne sono trovate in quantità elevata e nel museo ne sono esposte alcune. I Columbaria recano il nome del defunto e si trovavano in genere nella tomba di famiglia.

### Ammezzato

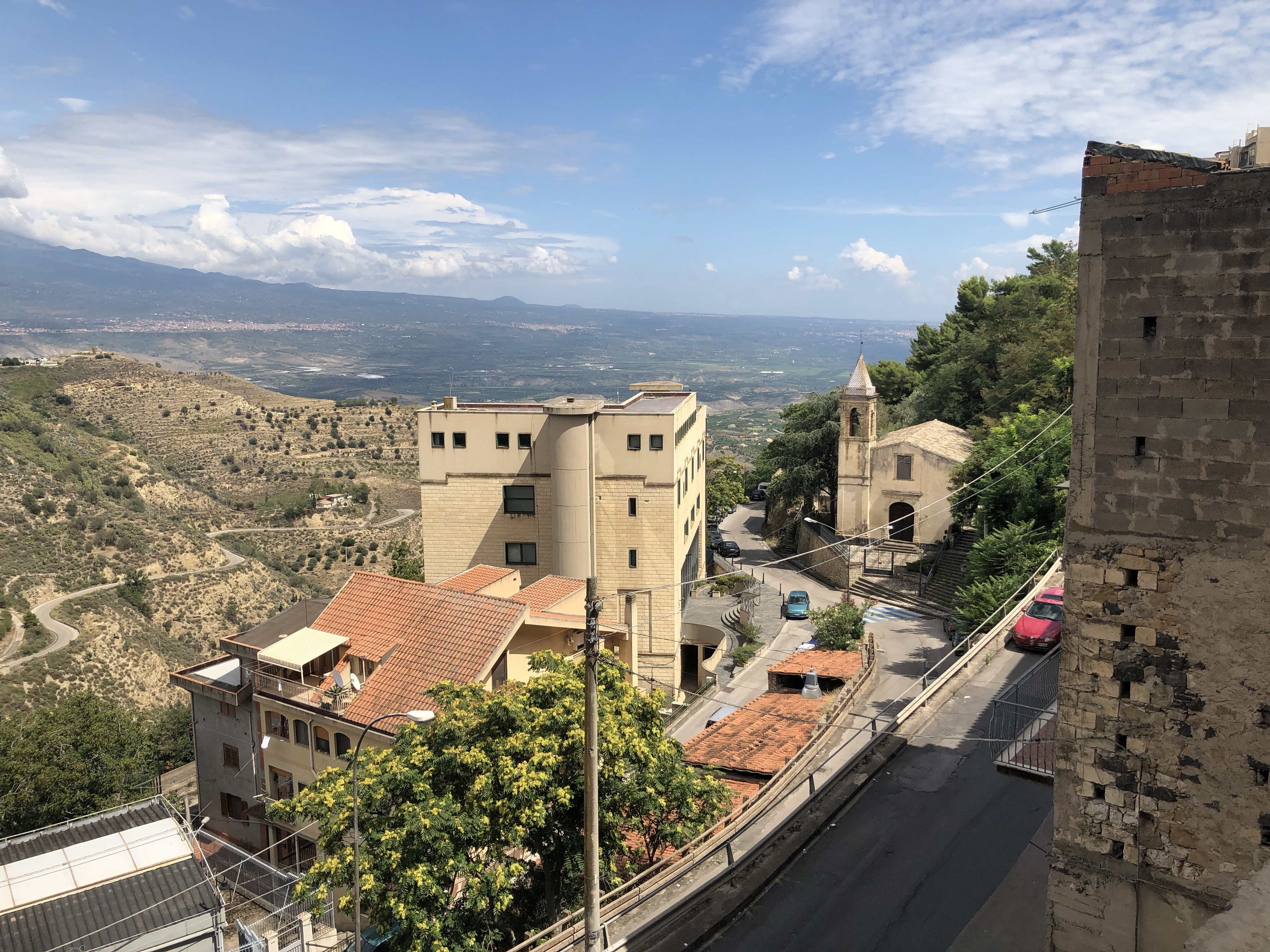
Vista panoramica del museo di Centuripe.

Materiale della collezione comunale privo di dati di scavo.  Repertorio di falsi, di materiali scavati clandestinamente e recuperati.

### Piano 2
Necropoli, corredi funerari, esposizione dei riti e delle costumanze dell'epoca.

### Piano 3
Esposizioni temporanee.

## Galleria d'immagini

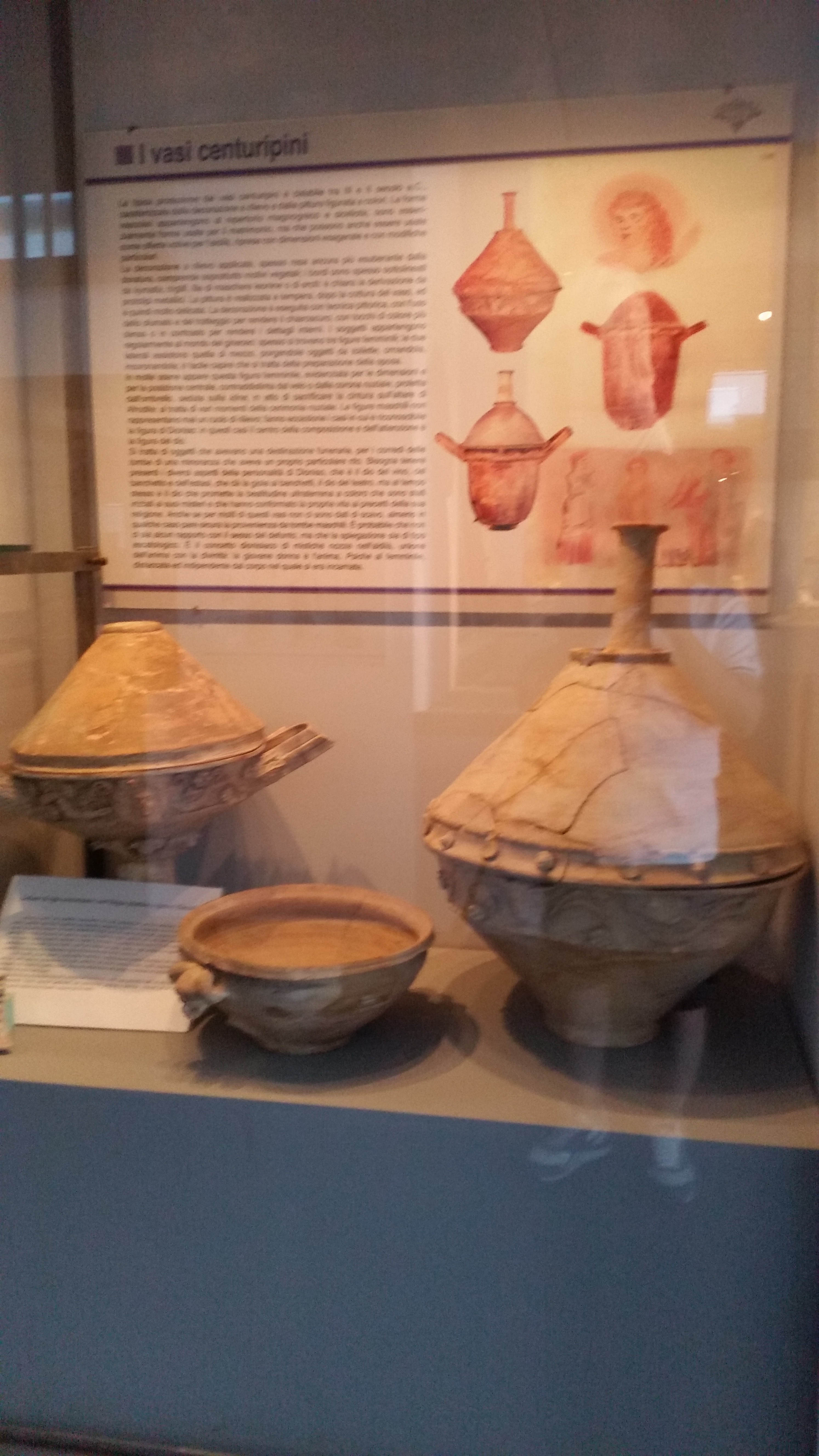
Lekanis e cratere centuripini.
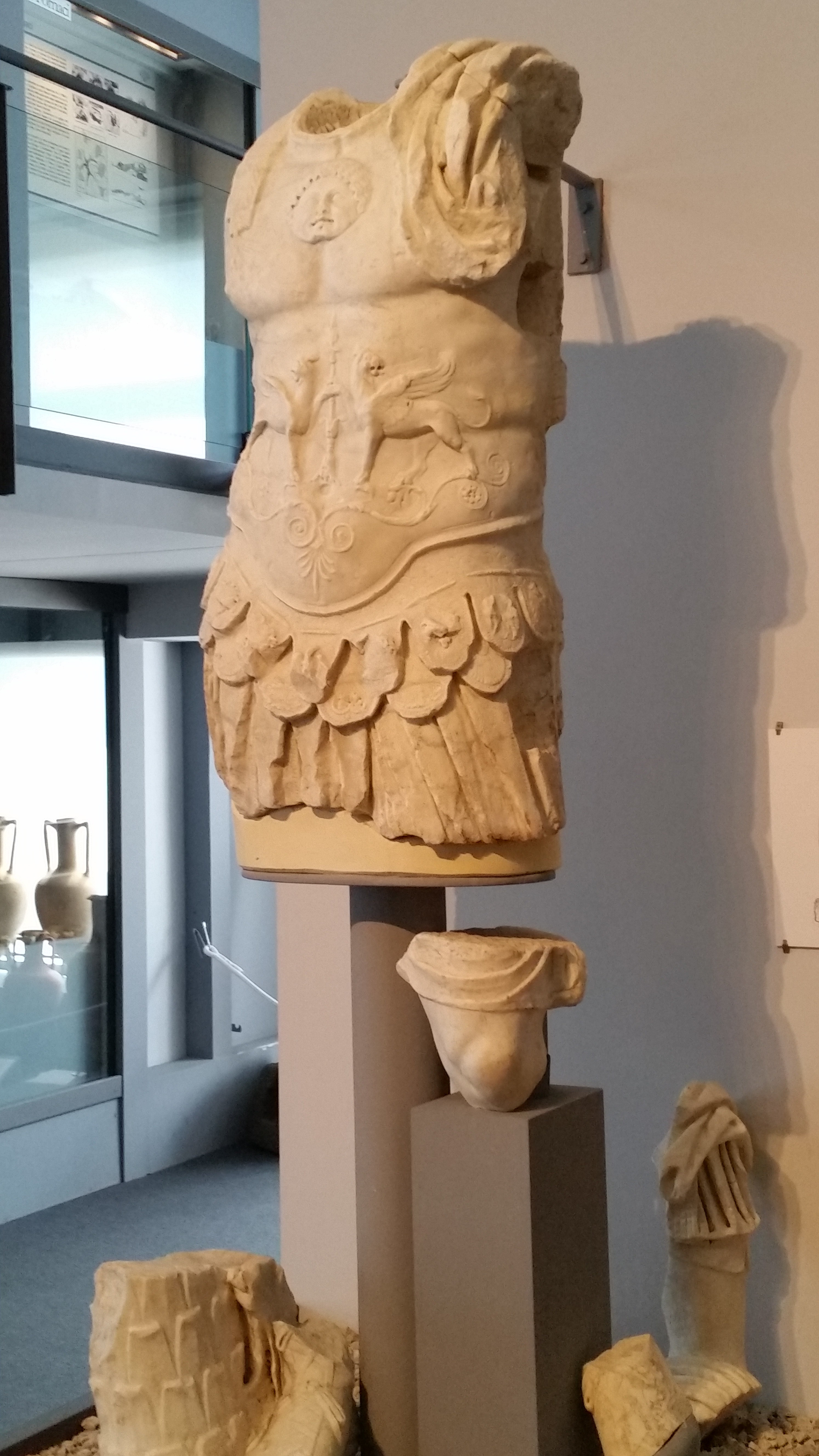
Busto loricato acefalo di Augusto.
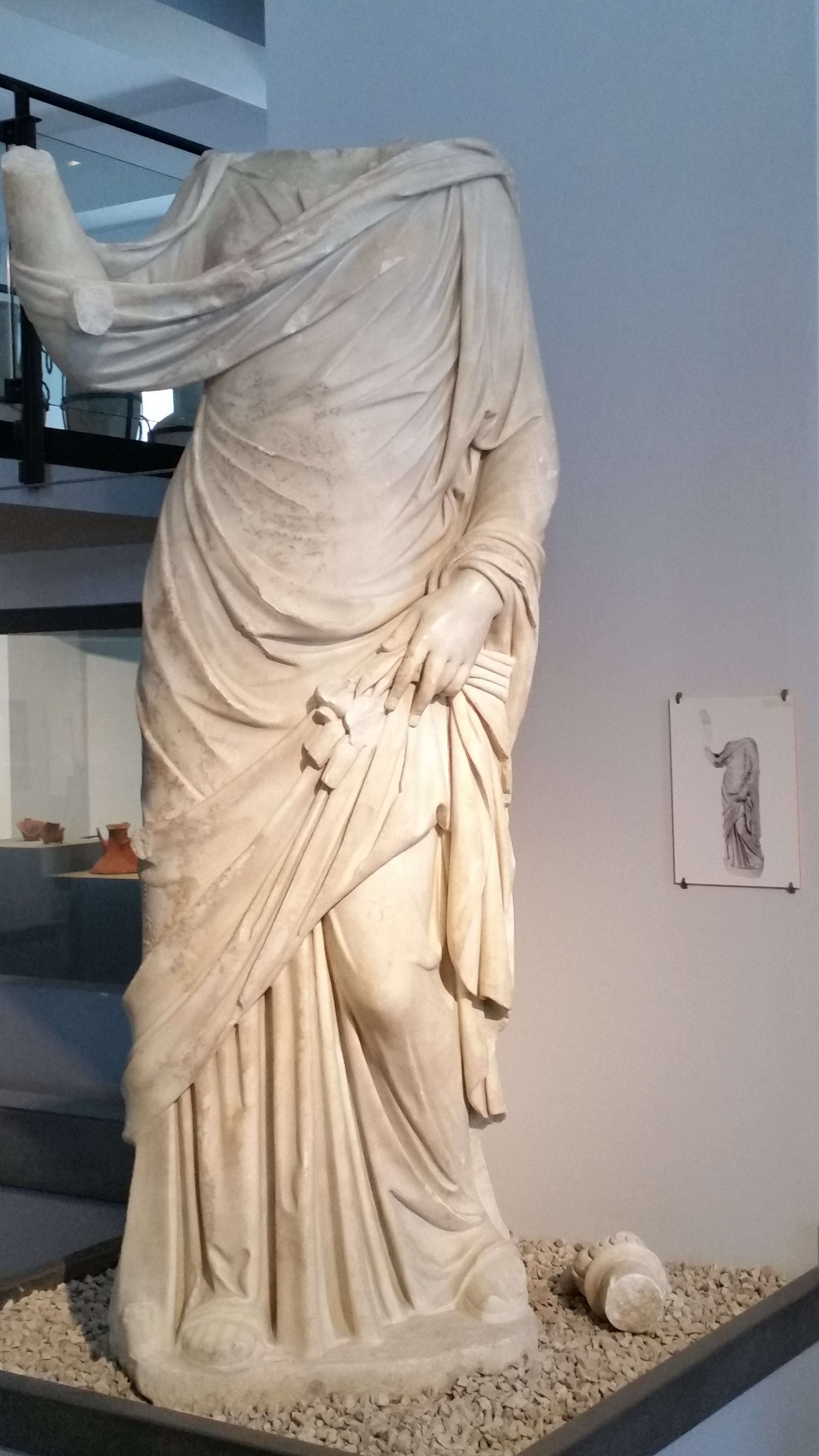
Statua femminile acefala.
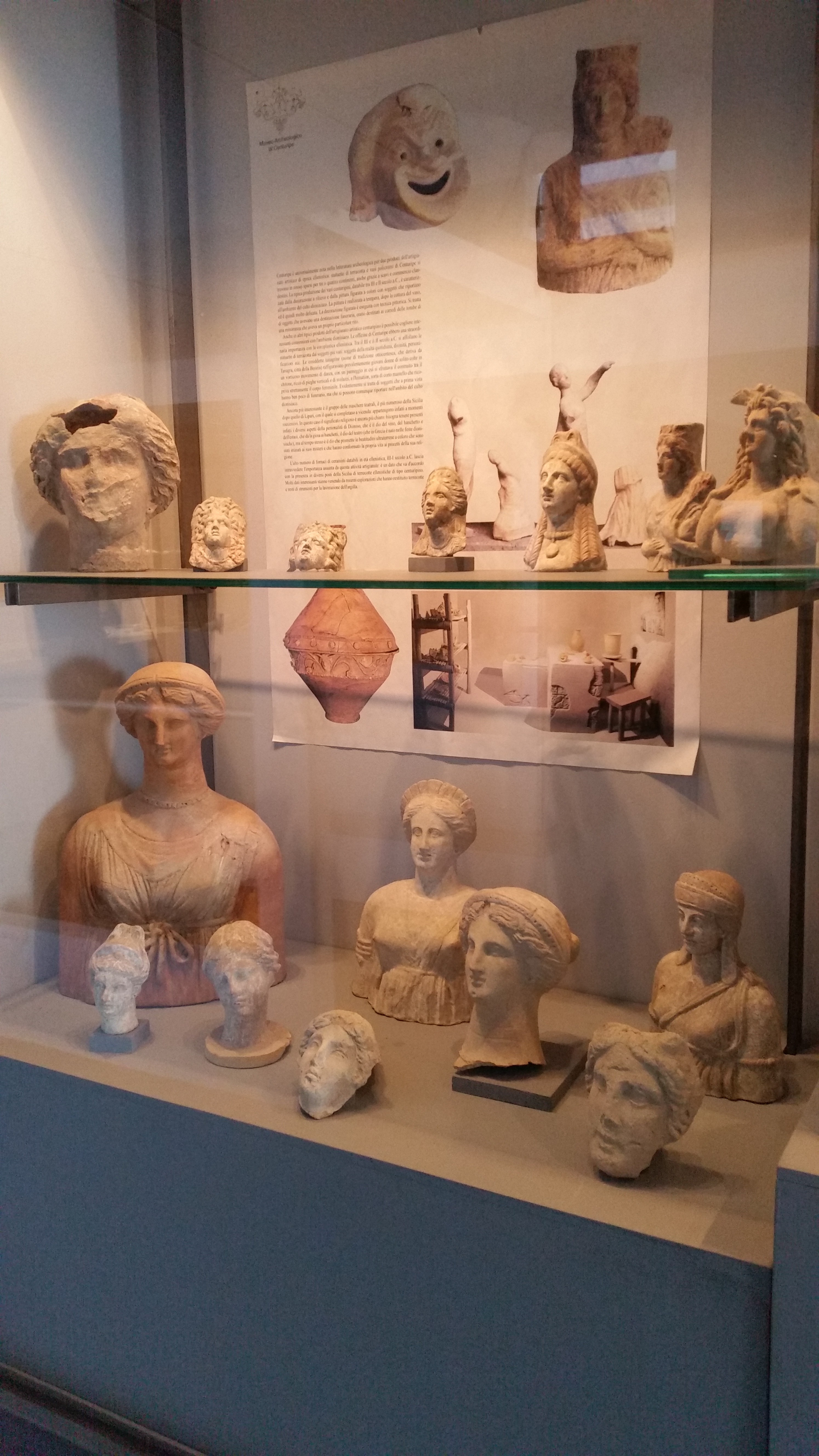
Decorazioni funerarie; figure femminili.
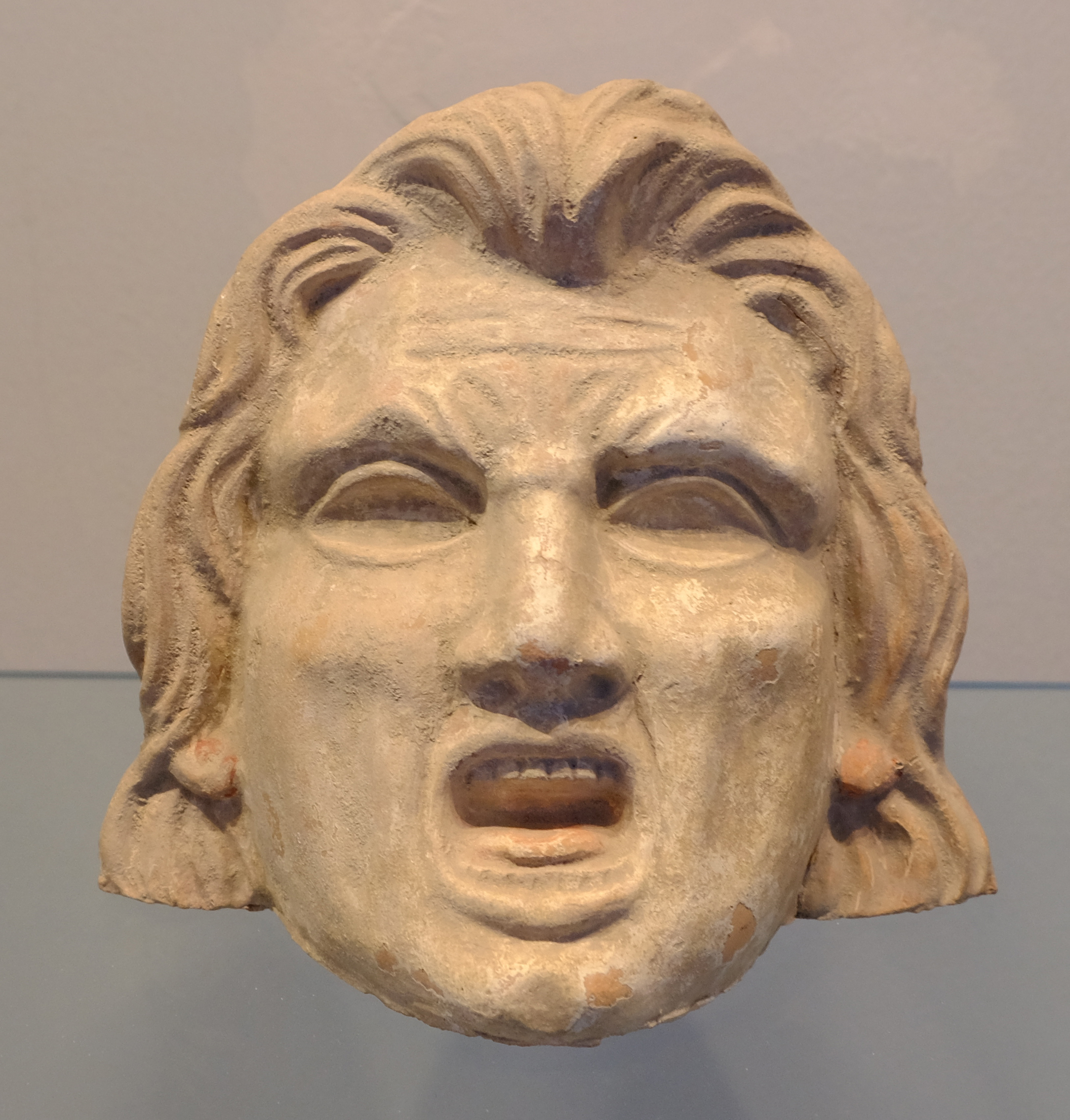
Maschera centuripina.